# Lijst van gemeentelijke monumenten in Oirschot (gemeente)
De gemeente Oirschot heeft 145 gemeentelijke monumenten. Hieronder een overzicht. Zie ook de rijksmonumenten in Oirschot.

## Oirschot
De plaats Oirschot kent 109 gemeentelijke monumenten, zie de Lijst van gemeentelijke monumenten in Oirschot (plaats).

## Oost-, West- en Middelbeers
De plaats Oostelbeers kent 25 gemeentelijke monumenten:
| Object                                    | Bouwjaar | Architect | Locatie                | Coördinaten                   | Nr.        | Afbeelding           |
| ----------------------------------------- | -------- | --------- | ---------------------- | ----------------------------- | ---------- | -------------------- |
| Woonhuis                                  |          |           | Andreasstraat 8        | 51° 28' 21" NB, 5° 16' 9" OL  | 0823/WN123 | Woonhuis             |
| Smidse / woonhuis                         |          |           | Doornboomstraat 12-14  | 51° 27' 58" NB, 5° 15' 1" OL  | 0823/WN007 | Smidse / woonhuis    |
| Gemeentehuis                              |          |           | Doornboomstraat 22     | 51° 28' 1" NB, 5° 15' 2" OL   | 0823/WN008 | Gemeentehuis         |
| Boerderij / woonhuis                      |          |           | Driehoek 21            | 51° 28' 1" NB, 5° 16' 41" OL  | 0823/WN124 | Upload foto          |
| Boerderij / woonhuis                      |          |           | Esperenweg 3           | 51° 28' 44" NB, 5° 16' 1" OL  | 0823/WN125 | Upload foto          |
| Woonhuis                                  |          |           | Hertog Janstraat 16    | 51° 28' 5" NB, 5° 15' 11" OL  | 0823/WN009 | Woonhuis             |
| Woonhuis                                  |          |           | Hoogdijk 12            | 51° 28' 8" NB, 5° 14' 55" OL  | 0823/WN010 | Woonhuis             |
| Woonhuis                                  |          |           | Hoogdijk 24            | 51° 28' 12" NB, 5° 14' 52" OL | 0823/WN011 | Woonhuis             |
| Woonhuis (Pomona)                         |          |           | Hoogdijk 27            | 51° 28' 11" NB, 5° 14' 51" OL | 0823/WN012 | Woonhuis (Pomona)    |
| Boerderij / woonhuis                      |          |           | Hoogeindseweg 20       | 51° 27' 58" NB, 5° 16' 28" OL | 0823/WN006 | Upload foto          |
| Koetshuis                                 |          |           | Kerkstraat bij 8       | 51° 30' 15" NB, 5° 18' 24" OL | 0823/WN121 | Upload foto          |
| Woonhuis                                  |          |           | Kerkstraat 18          | 51° 30' 16" NB, 5° 18' 27" OL | 0823/WN122 | Upload foto          |
| Woonhuis                                  |          |           | Kuikseindseweg 4       | 51° 27' 55" NB, 5° 15' 0" OL  | 0823/WN013 | Woonhuis             |
| Boerderij / woonhuis                      |          |           | Langereijt 6           | 51° 28' 42" NB, 5° 16' 26" OL | 0823/WN126 | Upload foto          |
| Boerderij / woonhuis (Pels Rijcken Hoeve) |          |           | Langereijt 16          | 51° 29' 9" NB, 5° 17' 4" OL   | 0823/WN127 | Meer afbeeldingen    |
| Boerderij / woonhuis                      |          |           | Neereindseweg 24       | 51° 28' 28" NB, 5° 15' 57" OL | 0823/WN128 | Upload foto          |
| Boerderij / woonhuis                      |          |           | Putstraat 10           | 51° 28' 30" NB, 5° 14' 38" OL | 0823/WN014 | Upload foto          |
| Langgevelboerderij                        |          |           | Schepersweg 1          | 51° 27' 1" NB, 5° 12' 55" OL  | 0823/WN145 | Upload foto          |
| Boerderij / woonhuis                      |          |           | Straatsedijk 7         | 51° 27' 9" NB, 5° 13' 30" OL  | 0823/WN146 | Upload foto          |
| Woonhuis                                  |          |           | Vestdijk 9             | 51° 27' 55" NB, 5° 14' 45" OL | 0823/WN015 | Woonhuis             |
| Boerderij / woonhuis                      |          |           | Voorteindseweg 5       | 51° 28' 24" NB, 5° 14' 18" OL | 0823/WN143 | Upload foto          |
| Boerderij / woonhuis                      |          |           | Voorteindseweg 18      | 51° 28' 25" NB, 5° 14' 20" OL | 0823/WN144 | Boerderij / woonhuis |
| Herenhuis                                 |          |           | Willibrordstraat 1     | 51° 27' 56" NB, 5° 14' 60" OL | 0823/WN016 | Herenhuis            |
| Schuur                                    |          |           | Willibrordstraat bij 1 | 51° 27' 56" NB, 5° 14' 60" OL | 0823/WN017 | Upload foto          |

## Spoordonk
De plaats Spoordonk kent 11 gemeentelijke monumenten:
| Object                          | Bouwjaar | Architect | Locatie              | Coördinaten                   | Nr.        | Afbeelding         |
| ------------------------------- | -------- | --------- | -------------------- | ----------------------------- | ---------- | ------------------ |
| Langgevelboerderij              |          |           | Broekstraat 15       | 51° 31' 30" NB, 5° 16' 18" OL | 0823/WN130 | Upload foto        |
| Langgevelboerderij              |          |           | Broekstraat 17       | 51° 31' 33" NB, 5° 16' 13" OL | 0823/WN132 | Upload foto        |
| Langgevelboerderij              |          |           | Broekstraat 20       | 51° 31' 38" NB, 5° 16' 8" OL  | 0823/WN133 | Upload foto        |
| Langgevelboerderij              |          |           | Broekstraat 21       | 51° 31' 38" NB, 5° 16' 7" OL  | 0823/WN134 | Upload foto        |
| Langgevelboerderij              |          |           | Kampsesteeg 15       | 51° 31' 13" NB, 5° 17' 12" OL | 0823/WN136 | Upload foto        |
| Langgevelboerderij              |          |           | Kampsesteeg 16       | 51° 31' 15" NB, 5° 17' 15" OL | 0823/WN147 | Upload foto        |
| Langgevelboerderij              |          |           | Mousten 4            | 51° 30' 50" NB, 5° 16' 46" OL | 0823/WN138 | Upload foto        |
| Kortgevelboerderij              |          |           | Nieuwedijk 43        | 51° 32' 29" NB, 5° 17' 1" OL  | 0823/WN139 | Upload foto        |
| Hooiberg (afkomstig van nr. 10) |          |           | Proosbroekweg bij 12 | 51° 30' 6" NB, 5° 16' 14" OL  | 0823/WN140 | Upload foto        |
| Langgevelboerderij              |          |           | Spoordonkseweg 84    | 51° 31' 2" NB, 5° 16' 28" OL  | 0823/WN141 | Langgevelboerderij |
| Boerderij                       |          |           | 't Ven 1             | 51° 31' 29" NB, 5° 16' 55" OL | 0823/WN142 | Upload foto        |

's-Hertogenbosch ·
Alphen-Chaam ·
Altena ·
Asten ·
Baarle-Nassau ·
Bergeijk ·
Bergen op Zoom ·
Bernheze ·
Best ·
Bladel ·
Boekel ·
Boxtel ·
Cranendonck ·
Deurne ·
Dongen ·
Drimmelen ·
Eersel ·
Eindhoven ·
Etten-Leur ·
Lijst van gemeentelijke monumenten in Geertruidenberg ·
Geldrop-Mierlo ·
Gemert-Bakel ·
Gilze en Rijen ·
Goirle ·
Halderberge ·
Heeze-Leende ·
Helmond ·
Heusden ·
Hilvarenbeek ·
Laarbeek ·
Land van Cuijk ·
Maashorst ·
Meierijstad ·
Moerdijk ·
Nuenen, Gerwen en Nederwetten ·
Oirschot ·
Oisterwijk ·
Oosterhout ·
Oss ·
Reusel-De Mierden ·
Roosendaal ·
Someren ·
Son en Breugel ·
Lijst van gemeentelijke monumenten in Steenbergen ·
Tilburg ·
Valkenswaard ·
Vught ·
Waalre ·
Waalwijk ·
Woensdrecht ·
Zundert